# Oh, Freedom
Oh, Freedom ist ein afro-amerikanisches Spiritual aus der Zeit nach dem amerikanischen Sezessionskrieg. Der Verfasser ist unbekannt.

## Adaptionen
Die US-amerikanische Sängerin Odetta nahm das Lied für ihr 1957 veröffentlichtes Album Odetta Sings Ballads and Blues erstmals auf. Von Harry Belafonte stammt eine Aufnahme von 1960.
Beim Marsch auf Washington für Arbeit und Freiheit 1963 sang Joan Baez das Lied, als sie als erste musikalische Künstlerin bei der Veranstaltung auftrat. Seitdem wurde das Lied endgültig mit der US-amerikanischen Bürgerrechtsbewegung assoziiert.
2002 sang die Sopranistin und UN-Sonderbotschafterin Barbara Hendricks „Oh, Freedom“ und „We Shall Overcome“ bei den Feierlichkeiten zur Entlassung Osttimors in die Unabhängigkeit, als die Flagge der Vereinten Nationen von UN-Blauhelmsoldaten eingeholt wurde.

## Text
Oh freedom, oh freedom, oh freedom over me
And before I'd be a slave I'll be buried in my grave
And go home to my Lord and be free
No more weepin', no more weepin', no more weepin'over me
And before I'd be a slave I'll be buried in my grave
And go home to my Lord and be free
No more weeping, no more weeping, no more weeping over me
And before I'd be a slave I'll be buried in my grave
And go home to my Lord and be free
Oh freedom, oh freedom, oh freedom over me
And before I'd be a slave I'll be buried in my grave
And go home to my Lord and be free
There'll be singin', there'll be singin', there'll be singin' over me
And before I'd be a slave I'll be buried in my grave
And go home to my Lord and be free
There'll be glory, there'll be glory, there'll be glory over me
And before I'd be a slave I'll be buried in my grave
And go home to my Lord and be free
Oh freedom, oh freedom, oh freedom over me
And before I'd be a slave I'll be buried in my grave
And go home to my Lord and be free